# 勒代塞尔
勒代塞尔（法語：Le Désert，法語發音：[lə dezɛʁ] ⓘ）是法国卡尔瓦多斯省的一个旧市镇，属于维尔区。2016年，勒代塞尔与临近的13个市镇合并为新市镇瓦尔达利耶尔。

## 地理
勒代塞尔（48°54'20"N, 0°48'42"W）面积3.88 平方千米，位于法国诺曼底大区卡爾瓦多斯省，该省份为法国西北部沿海省份，北濒大西洋英吉利海峡，东北与滨海塞纳省以海上边界相接，东临厄尔省，南至奧恩省，西与芒什省接壤。
与勒代塞尔接壤的市镇（或旧市镇、城区）包括：博略、比尔西、拉格拉沃里、普雷勒、勒勒屈莱、圣夏尔德佩尔西。

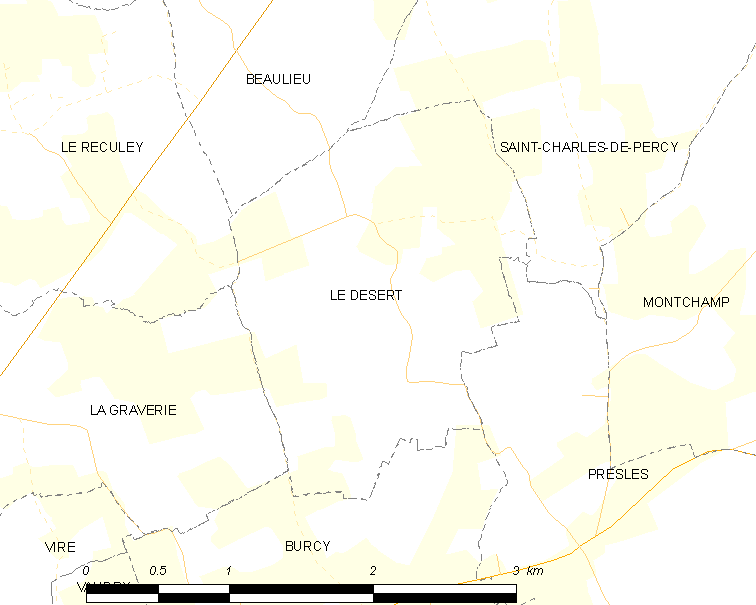
勒代塞尔的OSM定位图

勒代塞尔的时区为UTC+01:00、UTC+02:00（夏令时）。

## 行政
勒代塞尔的邮政编码为14350，INSEE市镇编码为14222。

## 政治
勒代塞尔所属的省级选区为诺曼底地区孔代县。

## 人口

1962-2008年间勒代塞尔人口变化图示

勒代塞尔于2018年1月1日时的人口数量为74人。